# Personatge fantasma
Un personatge fantasma és un personatge que apareix en una obra literària i que fa avançar la trama però que no actua en ella, bé perquè es queda estàtic, com certes figures teatrals, o perquè se'l menciona en boca d'altres però no surt directament a l'acció principal. Un dels personatges fantasma més cèlebres és Godot, de l'obra Tot esperant Godot, de Samuel Beckett; és un personatge que tot i donar títol a la peça i motivar el diàleg dels protagonistes, mai no arriba a veure's.